# Eiken
Eiken – gmina w Szwajcarii, w kantonie Argowia, w okręgu Laufenburg. Liczy 2204 mieszkańców (31 grudnia 2014).

## Współpraca
Miejscowości partnerskie:
- Eecke, Francja
- Eke, Belgia
- Eicken-Bruche – dzielnica Melle, Niemcy